# Pales Henrik
Pales Henrik Pál (Gajdel, 1756. február 15. – Pest, 1835. január 17.) piarista áldozópap és tanár.

## Élete
Pales János és Steinhibel Anna fia. 1773. október 17-én lépett a rendbe Privigyén; 1776-78-ig Rózsahegyen hitoktató és a papnövendékek felügyelője volt; 1779-80-ben Nyitrán bölcseletet tanult, 1781-82-ben Privigyén a humaniorák tanára volt. Teológiát tanult 1783-ban Nyitrán, 1784-ben Budán, 1785-ben Egerben; 1786-tól 1792-ig a humaniorák I. osztályának tanára Podolinban.
1793-ban Privigyén a növendékpapok helyettes mestere, 1794-96-ban a humaniorák II. osztályának tanára Podolinban, 1797-ben ugyanaz Kalocsán, 1798-1802-ben a béli plébánián segédlelkész, 1803-1804-ben a novíciusok promagistere, 1805-1806-ban ugyanazok magistere; 1807-től 1814-ig Breznóbányán rektor és a gimnázium igazgatója, 1815-17-ben a papnövendékek mestere.
1818-19-ben rektor Podolinban, béli plébános és gimnáziumi igazgató 1820-ban rektor, 1821-ben Polhorán a plébánia adminisztrátora, 1822-ben Breznóbányán vicerektor, 1823-ban Privigyén a novíciusok magistere és 1824-től Pesten volt házi lelki atya.

## Művei
- Ode, quam exc. ac ill. dno Josepho Kluch episcopo Nittriensi etc. dum in inclyto comitatu Trenchiniensi ecclesias Dei canonice visitaret, obtulerunt scholae piae Trenchinii anno 1815. Tyrnaviae
- Carmen lyricum quod ill. ac rev. dno Joanni Ladislao Pyrker de Felső-Eőr episcopo Scepusiensi dum dioeceseos regimen adiret, obtulit scholarum piarum collegium Podoliense. Anno 1819. Leutschoviae
- Carmen lyricum cels. ac rev. principi dno Alexandro Rudnay de Eadem et Divék-Ujfalu, metropolit. ecclesiae Strigoniensis archiepiscopo etc. dum sacrum regimen auspicaretur nomine cleri XVI Scepusii oppidorum oblatum die 16. Maii anno 1820. Uo.
- Puncta Meditationum de Passione Christi et quatuor hominis novissimis pro singulis hebdomadae diebus totidem distychis memoriae causae concinnata. Uo. 1820
- Ode, qua ill. ac rev. dn. Antonius Makay episcopus Neosoliensis cum districtum brezno-Banyensem visitaret salutatus est. Uo. 1822
- Carmen lyricum quod Josepho Bélik de Dezser, episcopo neosoliensi, dum sacram dioeceseos regimen adiret oblatum est anno 1823. Ugyanott
- Carmen, quod ill. ac rev. dno Josepho Belánszky episcopo Neosoliensi, dum sacrum dioeceseos regimen adiret, obtulit scholarum piarum collegium Prividiense anno 1824. (Pestini)
- Carmen adm. rev. Petri Martino Bolla e clericis regularibus schol. piarum per Hungariam et Transilvaniam praeposito provinciali oblatum ad 8. kal. Augusti, qua die quinquagesimum sacerdotii sui annum complevit anno 1825. Uo.
- Carmen exc. ac. ill. dno Josepho Sigray de Felső et Alsó Surány, dum munus supremi comitis incl. com. Simighiensis mense Augusto adiret dicatum a scholis piis anno 1825. Uo.
- Ode qua Joanni Nep. Alber, post superatum calendis Augusti 1826 vitae periculum gratulatus est amicus eodem ex ordine Uo. 1826
- Carmen adm. rev. patri Martino Bolla e clericis regularibus scholarum piarum per Hungariam et Transilvaniam praeposito provinciali oblatum ad III. id. Novembris cum diem Divo Martino sacrum celebraret anno 1826. Uo.
- Ode pro sacro jubilaeo, quod papa Leo XII. indiscit orbi a 1826. Leutschoviae
- Ode rev. dno Georgio Palles, abbati B. M. V. de Jászó canonico... oblata per Henricum fratrem e S. P. ad idus Septembres, qua die secundas suas primitias celebravit. Uo. 1826
- Carmen, quo augustissimae domus Austriacae in Hungaria regnantis tertium seculum die 3. Novembris, anni 1827-mi completum, provincia scholarum piarum hungarica celebravit. Pestini
- Ode honoribus exc. ac. rev. dni Joannis Pyrker de Felső Eőr, dum solenni ritu archi-episcopus Agriensis, nec non incl. comitatuum Heves et Exterior Szolnok a. u. perpetuus ac supremus comes inauguraretur, a scholis piis provinciae Hungariae dicata. Uo. 1827
- Ode honoribus ill. ac rev. dni Josephi Vurum, dum solenni ritu episcopus Nitriensis inauguraretur, a scholis piis provinciae Hungariae dicata mense Novembri anno 1827. Tyrnaviae
- Carmen exc., ill., ac rev. dno Petro Klobusiczky de eadem, metrop. ecclesiae Colocensis archi-episcipo etc. die 29. Juinii divo Petro sacra oblatum a scholis piis, a. 1828. Pestini
- Carmen ill. dno Georgio Majláth de Székhely dum munus supremi comitis incl. comitatus Honthensis adiret, dicatum a scholis piis anno 1828. Uo.
- Epigramma A. R. Patri Martino Bolla S. P. Praep. provinciali ad diem nominis oblatu. Uo. 1828
- Ode, quam honoribus exc. ac ill. dni comitis Antonii Cziráky de eadem et Dienesfalva, incl. comitatus Albensis supremi comitis, dum munus praesidis reg. scient. universit. Pesthiensis solenniter adiret, obtulit provincia scholarum piarum Hungarica anno 1829. die 2-da Martii. Uo.
- Ode cels. principi Alexandro a Rudna et Divék-Ujfalu, metrop. ecclesiae Strigoniensis archiepiscopo etc. dum eminentiss. cardinalis honoris ornaretur, oblata a provincia Hungariae scholarum piarum. Budae, 1829
- Ode, quam dum bonarum artium a Sigismundo et Mathia regibus Hungariae Budam indictarum, sed belli terrore fugatarum, dein vero ab aug. dna regina Hungariae Maria Theresia revocatarum, ac die 25. Junii anno 1780. Budae constabilitarum, annus 50-mus a regia universitate scientiarum Pestana celebraretur, obtulit scholarum piarum provincia Hungarica die 27. Junii anno 1830. Pestini
- Epigramma rev. ac eximio patri Joanni Bapt. Gosser e S. P. assistenti provincialis et collegii Pesthiensis rectori ad diem natalem oblatu. Uo. 1830